# اوری (داغستان)
آوری (به لاتین: Uri) یک منطقهٔ مسکونی در روسیه است که در شهرستان لاکسکی واقع شده‌است.